# Arteră toracică laterală
Artera toracică laterală (sau artera mamară externă) este un vas de sânge care furnizează sânge oxigenat structurilor laterale ale toracelui și sânului.
Aceasta provine din artera axilară și urmează marginea inferioară a mușchiului  pectoral mic până la partea toracică, alimentează cu sânge mușchiul serratus anterior și mușchiul marele pectoral și trimite ramuri prin axilă către ganglionii limfatici axilari și mușchiul subscapular.
Se anastomozează cu artera toracică internă, arterele subscapulare și intercostale și cu ramura pectorală a arterei toracoacromiale.
La femeie furnizează o ramură mamară externă care se rotește în jurul marginii libere a mușchiului marele pectoral și vascularizează sânii.